# Can Raspall (Barcelona)
Can Raspall és una antiga masia situada al passeig de Manuel Girona de Barcelona, catalogada com a bé cultural d'interès local.

## Història
Segons la documentació conservada, la masia era part de la finca anomenada Torre Gran, a l'antiga partida de Canyelles de les Corts de Sarrià. El primer propietari conegut va ser Francesc Dalmau, casat amb Valèria Safont, que l'heretà a la seva mort. El 1739 fou adqurida per Joan Pau Raspall a Jaume Janer, que fou batlle de les Corts de Sarrià el 1673.
A finals del segle xix, passà a mans d'Eusebi Güell i Bacigalupi, i d'aquest a la societat Urbanización Güell SA, que l'any 1920 n'encarregà una ampliació a l'arquitecte Josep Canaleta. Aquest adossà un cos annex a la dreta i un porxo a l'esquerra, tot envoltant la casa de jardins vuitcentistes, amb brolladors, estàtues i balustrades, dels que resten fragments d'estàtues i altres elements decoratius de terra cuita a la part posterior.
La finca fou heretada per Eusebi Güell i López, que el 1935 la llogà als Estudis Generals Lluís Vives. i posteriorment, passà a mans de Jacint Esteva i Fontanet, que en va mantenir el lloguer.
Recentment, els arquitectes Luis Alonso i Sergi Balaguer (Alonso Balaguer Arquitectes Associats) la van reformar per a acollir la seu de la Clínica CIMA, actualment Institut Marquès.

## Descripció
Masia de tipus basilical, amb el cos central sobresortint coberta a quatre vessants. La façana té una composició simètrica, amb tres balcons a la planta noble: un de central sobre la porta principal, d'arc de mig punt adovellat, i dos laterals amb finestres gòtiques reaprofitades. Les golfes tenen una galeria d'arcuacions de mig punt. El parament és estucat amb esgrafiats geomètrics.